# ادبیات داستانی فارسی
این نوشتار دربارهٔ ادبیات داستانی در زبان فارسی است نه نثر فارسی؛ رویکرد به ادبیات داستانی در ایران و افغانستان نیز دارد.
ادبیات داستانی فارسی به آفرینش‌های ادبی داستان به زبان فارسی اشاره می‌کند که در گونه‌های گوناگون به نظم یا نثر نوشته شده است.

## تاریخچه
ریشه‌های ادبی وابستهٔ داستان در زبان فارسی، به حکایت‌ها، مقامات، اسطوره‌ها و تمثیل‌ها برمی‌گردد که در این زمینه با فرهنگ‌های یونانی و عربی ارتباط داشته است.
پیش‌زمینه‌های دگرگونی‌ها در ادبیات داستانی نوین ایران به انقلاب مشروطیت، گسترش روزنامه‌نگاری، ترجمهٔ آثار ادبی اروپایی، دانش‌آموختگی نسل‌هایی از دانشجویان ایرانی در اروپا وابسته دانسته‌اند.

## داستان‌نویسی

### داستان کوتاه
نخستین کوشش‌ها برای نگارش داستان کوتاه به زبان فارسی به سبک مدرن توسط نویسنده‌ای با نام مستعار علی عمو انجام شد. این نویسنده در فاصلۀ سال‌های ۱۲۸۸-۱۲۸۹ در نشریۀ خیرالکلام ۴۸ داستان کوتاه به چاپ رساند. 
اما آنچه در تاریخ‌نگاری رسمی ادبیات مدرن فارسی بیشتر مورد توجه قرار گرفته، این است که داستان کوتاه نوین فارسی با مجموعه داستان یکی بود، یکی نبود و داستان فارسی شکر است نوشتهٔ محمدعلی جمال‌زاده آغاز شد. سپس نویسندگانی مانند صادق هدایت، بزرگ علوی و صادق چوبک به گسترش آن پرداختند؛ این سه تن را پدران داستان‌نویسی نوین ایرانی و محمدعلی جمال‌زاده را پدر داستان کوتاه فارسی و آغازگر سبک واقع‌گرایی در ادبیات داستانی فارسی می‌دانند؛ آثارشان راهگشای نسلی نوگرا شد و نفوذشان به اندازه‌ای بود که واقع‌گرایی بر داستان‌نویسی ایران چیرگی همیشگی یافت.

## وابسته
- فهرست نویسندگان داستان کوتاه ایرانی و فارسی
- نثر فارسی
- ادبیات فارسی